# Jeminovac
Jeminovac – wieś w Chorwacji, w żupanii pożedzko-slawońskiej, w gminie Brestovac. W 2011 roku liczyła 7 mieszkańców.